# Resolutie 223 Veiligheidsraad Verenigde Naties
Resolutie 223 van de Veiligheidsraad van de Verenigde Naties werd aangenomen op 21 juni 1966. Voor de vergadering was de vertegenwoordiger van Venezuela uitgenodigd, zonder stemrecht. De resolutie beval Guyana aan voor VN-lidmaatschap.

## Achtergrond
Op 26 mei 1966 werd Guyana een onafhankelijke staat binnen het Britse Gemenebest.

## Inhoud
De Veiligheidsraad had de aanvraag van Guyana om tot de VN te worden toegelaten bestudeerd, en beval de Algemene Vergadering aan om Guyana toe te laten als VN-lidstaat.

## Verwante resoluties
- Resolutie 212 Veiligheidsraad Verenigde Naties (Maladiven)
- Resolutie 213 Veiligheidsraad Verenigde Naties (Singapore)
- Resolutie 224 Veiligheidsraad Verenigde Naties (Botswana)
- Resolutie 225 Veiligheidsraad Verenigde Naties (Lesotho)

Lijst ·  220 ·  221 ·  222 ·  223 ·  224 ·  225 ·  226 ·  227 ·  228 ·  229 ·  230 ·  231 ·  232